# Filomelides
Filomelides (Φιλομηλέιδης: «amado por las mélides») era un rey de Lesbos que tenía por costumbre retar a un combate de lucha a todos los forasteros que arribasen a su país. 
De camino a Troya en compañía de Diomedes, Odiseo hizo escala en Lesbos y derrotó ignominiosamente a Filomelides.